# 先祖阔尔库特书
《先祖阔尔库特书》（土耳其語：Dede Korkut；阿拉伯语：‎），或译《科爾庫特之書》，是烏古斯人的著名史詩，這本書描寫突厥人信仰伊斯蘭教前很多風俗和信仰，這本書的神話故事也是突厥語國家，包括土耳其，阿塞拜疆，土庫曼斯坦，哈薩克斯坦和吉爾吉斯斯坦文化遺產的一部分。
此書大概成書於15世紀中期，科爾庫特是烏古斯人的英雄，他開始了在中亞的遠征，最後到達伊朗和安納托利亞。